# Aphroditopolis
Aphroditopolis är en fornlämning i Egypten. Den ligger i guvernementet Giza, i den centrala delen av landet, 70 km söder om huvudstaden Kairo. Aphroditopolis ligger 24 meter över havet.
Terrängen runt Aphroditopolis är platt. Runt Aphroditopolis är det ganska tätbefolkat, med 96 invånare per kvadratkilometer. Närmaste större samhälle är Aţfīḩ, 0,87 km norr om Aphroditopolis. Trakten runt Aphroditopolis består till största delen av jordbruksmark.